# Reinhard von Rüppurr

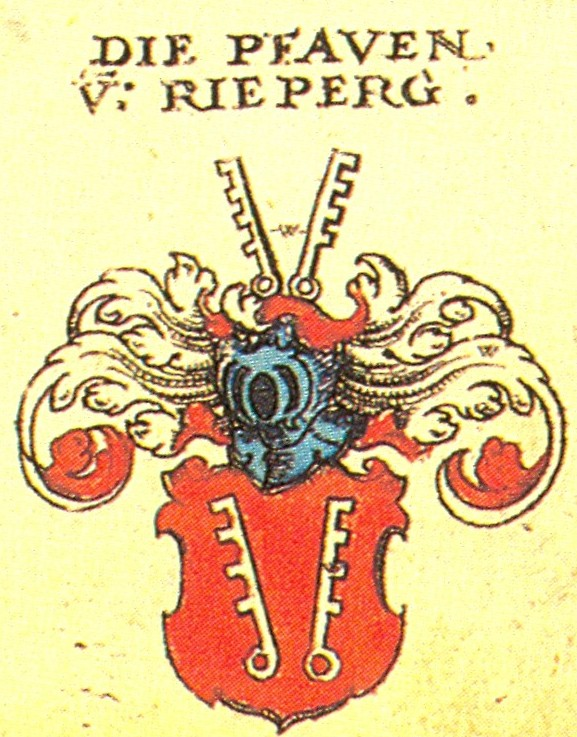
Wappen der Adelsfamilie, aus Siebmachers Wappenbuch von 1605

Reinhard von Rüppurr, auch Rippur (* 1458; † 19. April 1533 in Rüppurr, heute zu Karlsruhe) war ein Fürstbischof von Worms, der freiwillig zurücktrat.

## Leben und Wirken

### Frühes Leben
Er entstammte dem oberrheinischen Adelsgeschlecht der Pfau von Rüppurr (Pfau von Rietburg) und trat in den geistlichen Stand ein. 1474 wurde er auf eine Domherrenpräbende in Worms nominiert, sein Biennium absolvierte er ab 1479 an der Universität Heidelberg.

### Bischof von Worms

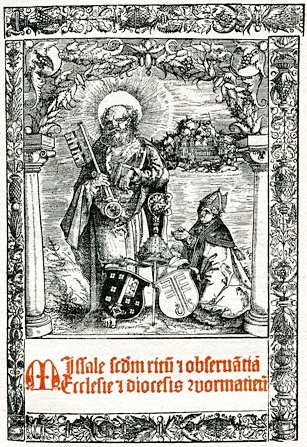
Titelblatt des Wormser Missale von 1522, mit Bischof Reinhard von Rüppurr und seinem Familienwappen (rechts)

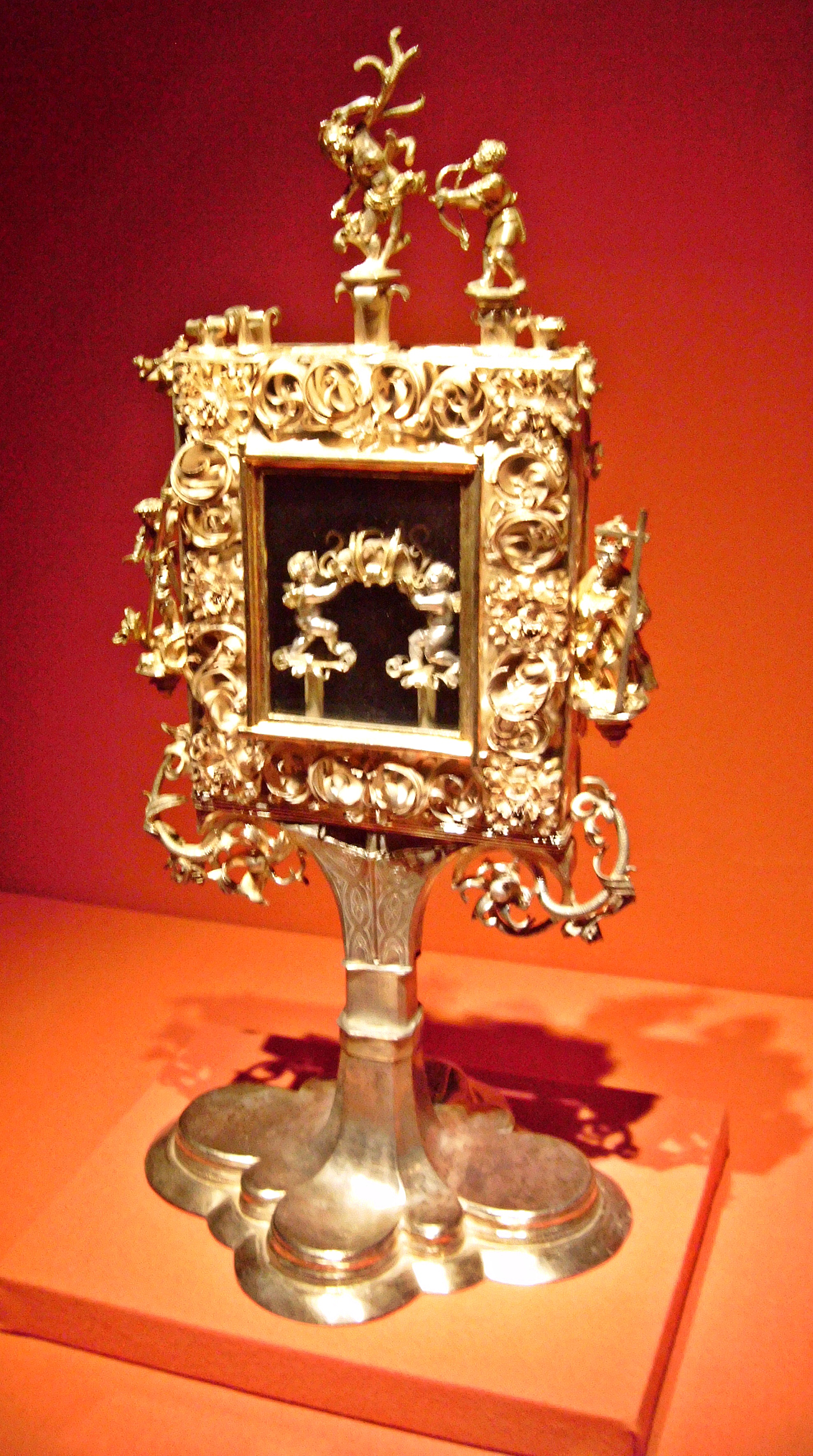
Sebatianusreliquiar aus St. Laurentius Dirmstein, jetzt Historisches Museum der Pfalz, Speyer, gestiftet von Bischof Reinhard von Rüppurr

Da die Stadt Worms versuchte, immer mehr Rechte an sich zu ziehen, verhängte Bischof Johann III. von Dalberg 1499 das Interdikt über sie. Diese Kirchenstrafe bestand noch, als Dalberg 1503 unerwartet starb. Das deshalb in Ladenburg tagende Domkapitel wählte am 29. August des Jahres den Domkantor Reinhard von Rüppurr zum Nachfolger; er war damals Subdiakon. Papst Julius II. bestätigte die Wahl am 9. Februar 1504, worauf sich Rüppurr am 7. Oktober in Ladenburg die Bischofsweihe erteilen ließ. Auch unter dem neuen Bischof hielten die Streitigkeiten mit der Stadt an. Rüppurr verhandelte bereits im September 1503 in Frankenthal, wegen der ihm zustehenden Ernennung von Ratsmitgliedern, ergebnislos mit ihren Abgesandten.
Politisch war der Bischof deshalb auf die Unterstützung der mächtigen Kurpfalz angewiesen, wodurch er als deren Verbündeter, gegen den Kaiser, in den Landshuter Erbfolgekrieg hineingezogen wurde. Zusammen mit dem Pfälzer Kurfürsten verhängte man die Reichsacht über ihn. Die Stadt Worms präsentierte sich in dieser Zeit demonstrativ kaisertreu und konnte sich so noch mehr bischöfliche Rechte aneignen. Nach Ende des Krieges und Aufhebung der Reichsacht kam es zu neuen Verhandlungen, welche sich unter Mitwirkung verschiedener Reichsstände über Jahre hinzogen. Um Rüppurr verächtlich zu machen, beschwerte sich der Rat von Worms 1517 öffentlich darüber, der Oberhirte habe bei ihnen noch nie das Sakrament der Firmung gespendet, wohl wissend, dass man ihm selbst den Eintritt in die Stadt verwehrte. Kurfürst Ludwig V. von der Pfalz vermittelte schließlich einen Kompromissvertrag, der am 31. Oktober 1519 unterzeichnet wurde. Daraufhin konnte Bischof Reinhard von Rüppur am 20. September 1520 – 17 Jahre nach seiner Wahl – erstmals seine Bischofsstadt offiziell betreten und hielt seinen feierlichen Einritt unter Begleitung von 700 Reitern.
Von Januar bis Mai 1521 fand der Reichstag zu Worms statt, auf dem durch das Wormser Edikt, die Reichsacht über Martin Luther verhängt wurde. Bischof Rüppurr trat bei den Verhandlungen nicht in Erscheinung. Um die Gesundung des kirchlichen Lebens zu unterstützen, ließ er jedoch 1522 unter dem Titel Missale secundum ritum et observantiam Ecclesie et Dioecesis Wormatiensis ein neues Wormser Messbuch auflegen. Es zeigt ihn mit seinem Familienwappen auf dem Titelblatt. Im gleichen Jahr half er durch einen Kollektenbrief und Gewährung eines Ablasses der Gemeinde Pfiffligheim bei der Renovation ihrer Kirche. Noch von Ladenburg aus hatte Bischof Reinhard auch schon 1517 das Grab der traditionell als Heilige verehrten Notburga von Hochhausen öffnen lassen und deren Gebeine untersucht. Im Fundus der St. Laurentiuskirche Dirmstein (seit 2006 als Dauerleihgabe an das Historische Museum der Pfalz, Speyer) befindet sich ein prächtiges Sebastianusreliquiar, gestiftet von Bischof Rüppurr.
Nach dem Wormser Reichstag entwickelte sich die Stadt schnell zu einem Zentrum der Reformation in Deutschland und es kam zu Unruhen. Mehrere Geistliche stellten sich offen auf die Seite Luthers. Papst Hadrian VI. ließ im Mai 1522, durch eine Bulle an Bischof Reinhard von Rüppurr, die Stadtverwaltung ermahnen, unter keinen Umständen die neue Lehre anzunehmen. Die Stadt ignorierte ihrerseits das päpstliche Schreiben, unterstützt von Ulrich von Hutten, der sie am 27. Juli aufforderte, den Bischof nötigenfalls mit Gewalt aus Worms zu vertreiben. Hinzu kam 1523 die Aufsehen erregende Affäre um den Wormser Priester Ulrich Sitzinger, der sich offiziell verheiratete. Dem Bischof gelang es nicht, den von der Stadtverwaltung und namhaften neugläubigen Persönlichkeiten protegierten Geistlichen zur Räson zu bringen.

### Rücktritt und Lebensende

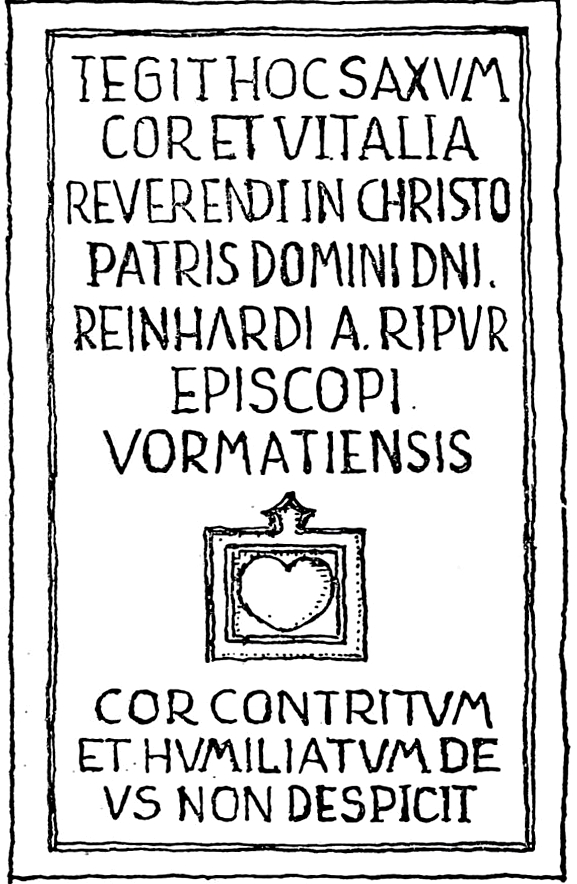
Herzepitaph des Bischofs, in St. Nikolaus Rüppurr

Aufgrund dieser zerfahrenen Umstände trat Reinhard von Rüppurr 1524 von seinem Amt als Bischof zurück. Zum Koadjutor mit dem Recht der Nachfolge hatte man schon 1521 den späteren Speyerer Bischof Philipp von Flersheim gewählt, der auch am 17. April 1523 die päpstliche Bestätigung erhielt, aber am 18. Dezember verzichtete. Er war Rüppurrs Wunschkandidat gewesen. Der Pfälzer Kurfürst Ludwig V. setzte stattdessen seinen Bruder Heinrich von der Pfalz durch, der am 16. März 1524 durch Papst Clemens VII. als neuer Koadjutor Rüppurrs bestätigt wurde, bis 1552 regierte, sich aber den theologischen Herausforderungen seiner Zeit in keiner Weise gewachsen zeigte.
Reinhard von Rüppurr zog sich nach Neuleiningen, dann in das Kloster Gottesaue zurück, das er allerdings wegen dessen Plünderung im Bauernkrieg verlassen musste; auch das abgeschiedene Kloster Ramsen, das er ursprünglich zum Ruhesitz gewählt hatte, wurde im Pfälzischen Bauernkrieg zerstört. Ab etwa 1525 lebte der Altbischof auf seinem Familienschloss in Rüppurr, wo er 1533 starb. Sein Körper wurde im Ostchor des Wormser Domes beigesetzt, sein Herz – auf eigenen Wunsch – in der Heimatkirche St. Nikolaus zu Rüppurr. Das Herzepitaph ist dort erhalten. Im Bezug auf das weitgehende Scheitern seiner Bemühungen als Bischof trägt es den anrührenden Grabspruch:

„Ein gedemütigtes und zerschlagenes Herz verwirft Gott nicht.“

In der Umfassungsmauer des heutigen Schlosses Gottesaue (dem früheren Kloster) ist ein Gedenkstein für Reinhard von Rüppurr eingelassen, den seine Neffen stifteten und der seine „hervorragende Frömmigkeit“ rühmt.
Der zeitgenössische Hirsauer Chronist Nikolaus Basellius schreibt über Bischof Reinhard, „...er war ein tüchtiger und ehrenhafter Mann, aber für die schöne Literatur hatte er wenig übrig.“